# Сезон ФК «Динамо» (Київ) 2005—2006
Сезон «Динамо» (Київ) 2005–2006 — 15-й сезон київського «Динамо» у чемпіонатах України.

## Склад команди
| №  | Поз. | Нац.                 | Гравець               |
| -- | ---- | -------------------- | --------------------- |
| 1  | ВР   | Україна              | Олександр Шовковський |
| 21 | ВР   | Україна              | Тарас Луценко         |
| 55 | ВР   | Україна              | Олександр Рибка       |
| 2  | ЗХ   | Україна              | Сергій Федоров        |
| 4  | ЗХ   | Бразилія             | Родолфо               |
| 81 | ЗХ   | Сербія та Чорногорія | Мар'ян Маркович       |
| 27 | ЗХ   | Україна              | Владислав Ващук       |
| 44 | ЗХ   | Бразилія             | Родріго               |
| 26 | ЗХ   | Україна              | Андрій Несмачний      |
| 29 | ЗХ   | Росія                | Андрій Єщенко         |
| 30 | ЗХ   | Марокко              | Бадр Ель-Каддурі      |
| 2  | ЗХ   | Грузія               | Кахабер Аладашвілі    |
| 32 | ЗХ   | Сербія та Чорногорія | Горан Гавранчич       |
| 13 | ЗХ   | Сербія та Чорногорія | Горан Саблич          |
| 11 | ПЗ   | Болгарія             | Георгі Пеєв           |
| 15 | ПЗ   | Бразилія             | Діого Рінкон          |
| 10 | ПЗ   | Румунія              | Флорін Чернат         |

| №  | Поз. | Нац.                 | Гравець            |
| -- | ---- | -------------------- | ------------------ |
| 20 | ПЗ   | Україна              | Олег Гусев         |
| 8  | ПЗ   | Білорусь             | Валентин Белькевич |
| 14 | ПЗ   | Україна              | Руслан Ротань      |
| 84 | ПЗ   | Литва                | Едгарас Чеснаускіс |
| 7  | ПЗ   | Хорватія             | Єрко Леко          |
| 37 | ПЗ   | Нігерія              | Аїла Юссуф         |
| 88 | ПЗ   | Україна              | Олександр Алієв    |
| 17 | ПЗ   | Румунія              | Тіберіу Гіоане     |
| 5  | ПЗ   | Україна              | Сергій Ребров      |
| 19 | ПЗ   | Сербія та Чорногорія | Ігор Петкович      |
| 23 | НП   | Латвія               | Маріс Верпаковскіс |
| 16 | НП   | Узбекистан           | Максим Шацьких     |
| 36 | НП   | Сербія та Чорногорія | Милош Нинкович     |
| 25 | НП   | Україна              | Артем Мілевський   |
| 9  | НП   | Бразилія             | Клебер             |
| 6  | НП   | Грузія               | Отар Марцваладзе   |

### Суперкубок України
| фінал 9 липня 2005 | «Динамо» (Київ) | 1 - 1 (пен. 3 - 4) | «Шахтар» (Донецьк) | Одеса                                  |  |
|                    | 32'Белькевич    |                    | 5'Елано            | Стадіон: «Чорноморець» Глядачі: 34 000 |  |

## Чемпіонат України
| Матч№ 1 13 липня 2005 | «Динамо» (Київ) | 1 - 1 | Металург З | Київ                                                   |  |
|                       | 14'Белькевич    |       | 35'Бредун  | Стадіон: «Динамо» ім. В. Лобановського Глядачі: 14,000 |  |

| Матч№ 2 17 липня 2005 | Арсенал (Київ) | 0 - 2 | «Динамо» (Київ)      | Київ                                   |  |
|                       |                |       | 40'Ротань 90+2'Алієв | Стадіон: «Олімпійський» Глядачі: 6,500 |  |

| Матч№ 3 22 липня 2005 | «Динамо» (Київ)                           | 4 - 0 | «Сталь» | Київ                                                  |  |
|                       | 35', 58'Родолфо 48'Діого Рінкон 63'Ребров |       |         | Стадіон: «Динамо» ім. В. Лобановського Глядачі: 9,600 |  |

| Матч№ 4 30 липня 2005 | Закарпаття          | 1 - 2 | «Динамо» (Київ) | Ужгород                          |  |
|                       | 40'Ротань 65'Чернат |       | 58'Михалик      | Стадіон: Авангард Глядачі: 4,720 |  |

| Матч№ 5 8 серпня 2005 | «Динамо» (Київ) | 1 - 1 | Іллічівець    | Київ                                                  |  |
|                       | 70'Юссуф        |       | 45+2'Грибанов | Стадіон: «Динамо» ім. В. Лобановського Глядачі: 2,000 |  |

| Матч№ 6 21 серпня 2005 | «Ворскла» (Полтава) | 0 - 4 | «Динамо» (Київ)                        | Полтава                                               |  |
|                        |                     |       | 39', 82'Клебер 66'Шацьких 78'Гавранчич | Стадіон: «Ворскла» ім. О. Бутовського Глядачі: 13,500 |  |

| Матч№ 7 29 серпня 2005 | «Динамо» (Київ)                 | 3 - 1 | «Металург» (Донецьк) | Київ                                                   |  |
|                        | 50 п'Рінкон 64'Ротань 77'Ребров |       | 88'Аліуце            | Стадіон: «Динамо» ім. В. Лобановського Глядачі: 14,000 |  |

| Матч№ 8 11 вересня 2005 | Чорноморець | 0 - 1 | «Динамо» (Київ) | Одеса                                  |  |
|                         |             |       | 42'Рінкон       | Стадіон: «Чорноморець» Глядачі: 20,000 |  |

| Матч№ 9 18 вересня 2005 | «Динамо» (Київ)     | 2 - 2 | «Металіст» (Харків) | Київ                                                  |  |
|                         | 25'Ребров 38'Рінкон |       | 30'Ярош 87'Джакобія | Стадіон: «Динамо» ім. В. Лобановського Глядачі: 6,500 |  |

| Матч№ 10 25 вересня 2005 | «Динамо» (Київ)                                                | 7 - 1 | Волинь      | Київ                                                   |  |
|                          | 8'Ротань 23', 59'Шацьких 25', 77'Гавранчич 34'Рінкон 42'Ребров |       | 78'Степанов | Стадіон: «Динамо» ім. В. Лобановського Глядачі: 10,000 |  |

| Матч№ 11 3 жовтня 2005 | «Дніпро» (Дніпропетровськ) | 0 - 3 | «Динамо» (Київ)              | Дніпропетровськ                |  |
|                        |                            |       | 10'Гусев 21'Клебер 57'Рінкон | Стадіон: Метеор Глядачі: 9,000 |  |

| Матч№ 12 16 жовтня 2005 | «Динамо» (Київ) | 1 - 0 | ФК Харків | Київ                                                  |  |
|                         | 66 п'Рінкон     |       |           | Стадіон: «Динамо» ім. В. Лобановського Глядачі: 8,000 |  |

| Матч№ 13 23 жовтня 2005 | «Кривбас» | 0 - 1 | «Динамо» (Київ) | Кривий Ріг                          |  |
|                         |           |       | 26'Ващук        | Стадіон: «Металург» Глядачі: 24,000 |  |

| Матч№14 30 жовтня 2005 | «Динамо» (Київ)     | 2 - 0 | Таврія | Київ                                                  |  |
|                        | 14'Клебер 57'Рінкон |       |        | Стадіон: «Динамо» ім. В. Лобановського Глядачі: 7,000 |  |

| Матч№ 15 7 листопада 2005 | «Шахтар» (Донецьк) | 0 - 1 | «Динамо» (Київ) | Донецьк                                   |  |
|                           |                    |       | 74'Ребров       | Стадіон: РСК Олімпійський Глядачі: 25,500 |  |

| Матч№ 16 20 листопада 2005 | Металург З    | 1 - 2 | «Динамо» (Київ)   | Запоріжжя                        |  |
|                            | 34'Арістархов |       | 9'Гусев 85'Ребров | Стадіон: Авто ЗАЗ Глядачі: 5,000 |  |

| Матч№ 17 27 листопада 2005 | «Динамо» (Київ)                   | 3 - 1 | Арсенал (Київ) | Київ                                                  |  |
|                            | 16'Клебер 28'Юссуф 90+1'Белькевич |       | 69'Ковальчик   | Стадіон: «Динамо» ім. В. Лобановського Глядачі: 4,300 |  |

| Матч№ 18 4 грудня 2005 | «Сталь»     | 1 - 2 | «Динамо» (Київ)    | Алчевськ                       |  |
|                        | 59 п'Акопян |       | 12'Клебер 18'Гусев | Стадіон: Сталь Глядачі: 10,000 |  |

| Матч№ 19 7 грудня 2005 | «Динамо» (Київ)                                        | 4 - 1 | Закарпаття | Київ                                                  |  |
|                        | 1'Маріс Верпаковскіс 4'Юссуф 22'Шацьких 75'Георгі Пеєв |       | 87'Микуляк | Стадіон: «Динамо» ім. В. Лобановського Глядачі: 1,500 |  |

| Матч№ 20 5 березня 2006 | Іллічівець     | 1 - 2 | «Динамо» (Київ)      | Маріуполь                           |  |
|                         | 62'Цихмейструк |       | 1 п'Рінкон 65'Ребров | Стадіон: Іллічівець Глядачі: 11,000 |  |

| Матч№ 21 11 березня 2006 | «Динамо» (Київ) | 0 - 0 | «Ворскла» (Полтава) | Київ                                                  |  |
|                          |                 |       |                     | Стадіон: «Динамо» ім. В. Лобановського Глядачі: 3,500 |  |

| Матч№ 22 18 березня 2006 | «Металург» (Донецьк) | 0 - 3 | «Динамо» (Київ)          | Донецьк                         |  |
|                          |                      |       | 19', 53'Ребров 28'Клебер | Стадіон: Шахтар Глядачі: 10,000 |  |

| Матч№ 23 26 березня 2006 | «Динамо» (Київ)                | 4 - 1 | Чорноморець  | Київ                                                  |  |
|                          | 3', 19', 33'Клебер 52 п'Рінкон |       | 21'Полтавець | Стадіон: «Динамо» ім. В. Лобановського Глядачі: 7,500 |  |

| Матч№ 24 2 квітня 2006 | «Металіст» (Харків) | 1 - 2 | «Динамо» (Київ)         | Харків                            |  |
|                        | 37'Фомін            |       | 49'Мілевський 65'Єщенко | Стадіон: Металіст Глядачі: 30,000 |  |

| Матч№ 25 8 квітня 2006 | Волинь   | 1 - 3 | «Динамо» (Київ)                   | Луцьк                             |  |
|                        | 78'Сачко |       | 7'Гусев 48'Мілевський 59 п'Ребров | Стадіон: Авангард Глядачі: 10,000 |  |

| Матч№ 26 17 квітня 2006 | «Динамо» (Київ) | 0 - 2 | «Дніпро» (Дніпропетровськ) | Київ                                                  |  |
|                         |                 |       | 87', 90'Балабанов          | Стадіон: «Динамо» ім. В. Лобановського Глядачі: 6,200 |  |

| Матч№ 27 22 квітня 2006 | ФК Харків | 0 - 3 | «Динамо» (Київ)                       | Харків                            |  |
|                         |           |       | 14'Ребров 26'Гавранчич 90+1'Белькевич | Стадіон: Металіст Глядачі: 16,000 |  |

| Матч№ 28 28 квітня 2006 | «Динамо» (Київ)            | 3 - 1 | «Кривбас» | Київ                                                  |  |
|                         | 27'Клебер 36', 44 п'Ребров |       | 67'Алегбе | Стадіон: «Динамо» ім. В. Лобановського Глядачі: 5,000 |  |

| Матч№ 29 6 травня 2006 | Таврія | 0 - 0 | «Динамо» (Київ) | Сімферополь                        |  |
|                        |        |       |                 | Стадіон: Локомотив Глядачі: 20,000 |  |

| Матч№ 30 10 травня 2006 | «Динамо» (Київ)          | 2 - 2 | «Шахтар» (Донецьк)       | Київ                                                   |  |
|                         | 10'Шацьких 21'Мілевський |       | 53'Чигринський 65'Жадсон | Стадіон: «Динамо» ім. В. Лобановського Глядачі: 17,600 |  |

### Матч за звання чемпіона
| 14 травня 2006 | «Шахтар» (Донецьк)    | 2 - 1 | «Динамо» (Київ) | Кривий Ріг                          |  |
|                | 60'Маріка 100'Агахова |       | 80'Родолфо      | Стадіон: «Металург» Глядачі: 29,734 |  |

## Кубок України
| 1/32 фіналу 13 серпня 2005 | Кристал (Херсон) | 0 - 5 | «Динамо» (Київ)                             | Херсон                           |  |
|                            |                  |       | 10'Ребров 25', 39', 55'Клебер 75'Мілевський | Стадіон: Кристал Глядачі: 15,000 |  |

| 1/16 фіналу 21 вересня 2005 | Спартак (Івано-Франківськ) | 0 - 7 | «Динамо» (Київ)                                                              | Івано-Франківськ             |  |
|                             |                            |       | 14', 23'Белькевич 20'Саблич 68', 90+1'Маріс Верпаковскіс 73'Алієв 80'Родріго | Стадіон: Рух Глядачі: 14,000 |  |

| 1/8 фіналу 26 жовтня 2005 | «Динамо» (Київ) | 1 - 0 | «Металіст» (Харків) | Київ                                   |  |
|                           | 68'Мілевський   |       |                     | Стадіон: «Олімпійський» Глядачі: 6,500 |  |

| 1/4 фіналу 13 листопада 2005 | «Динамо» (Київ)    | 2 - 0 | «Металург» (Донецьк) | Київ                                   |  |
|                              | 18'Ротань 34'Гусев |       |                      | Стадіон: «Олімпійський» Глядачі: 5,000 |  |

| 1/2 фіналу 22 березня 2006 | «Карпати» (Львів) | 0 - 2 | «Динамо» (Київ)        | Львів                            |  |
|                            |                   |       | 32'Гусев 57'Мілевський | Стадіон: Україна Глядачі: 28,000 |  |

| 1/2 фіналу 12 квітня 2006 | «Динамо» (Київ) | 1 - 0 | «Карпати» (Львів) | Київ                                   |  |
|                           | 6'Клебер        |       |                   | Стадіон: «Олімпійський» Глядачі: 8,000 |  |

| фінал 2 травня 2006 | «Динамо» (Київ) | 1 - 0 | Металург З | Київ                                    |  |
|                     | 46'Клебер       |       |            | Стадіон: «Олімпійський» Глядачі: 25,000 |  |

## Ліга Чемпіонів
| 2 кваліфікаційний раунд 26 липня 2005 | «Динамо» (Київ)       | 2 - 2 | Тун                         | Київ                                   |  |
|                                       | Гусев 20' Шацьких 40' |       | Лустрінеллі 28' Егертер 66' | Стадіон: «Динамо» ім. В. Лобановського |  |

| 2 кваліфікаційний раунд 3 серпня 2005 | Тун            | 1 - 0 | «Динамо» (Київ) | Берн              |  |
|                                       | Бернарді 90+2' |       |                 | Стадіон: Ванкдорф |  |

## 15 сезонів
Список футболістів київського «Динамо» — учасників чемпіонату України.
Гравці, які провели в чемпіонатах 100 і більше матчів:
- Олександр Шовковський - 254
- Владислав Ващук - 225
- Сергій Ребров - 216
- Валентин Белькевич - 211
- Олександр Головко - 186
- Олег Лужний - 186
- Юрій Дмитрулін - 184
- Андрій Гусін - 170
- Максим Шацьких - 157
- Андрій Несмачний - 152
- Олександр Хацкевич - 135
- Дмитро Михайленко - 132
- Віталій Косовський - 131
- Павло Шкапенко - 121
- Андрій Шевченко - 117
- Флорін Чернат - 115
- Горан Гавранчич - 114
- Сергій Федоров - 111
- Сергій Шматоваленко - 107
- Діого Рінкон - 100

Гравці, які провели від 30 до 99 матчів у чемпіонаті:
- Віктор Леоненко - 98
- Юрій Калитвинцев - 93
- Тіберіу Гіоане - 88
- Георгій Пєєв - 85
- Сергій Ковалець - 83
- Олег Гусєв - 75
- Сергій Мізін - 73
- Каха Каладзе - 72
- Сергій Беженар - 68
- Юрій Максимов - 65
- Володимир Шаран - 64
- Єрко Леко - 62
- Артем Яшкін - 57
- Василь Кардаш - 56
- Олександр Мелащенко - 56
- Євген Похлєбаєв - 56
- Андрій Анненков - 54
- Сергій Коновалов - 54
- Ласло Боднар - 51
- Олексій Герасименко - 51
- Клебер - 50
- Віталій Рева - 50
- Дмитро Топчієв - 48
- Родольфо - 47
- Андрій Хомин - 47
- Бадр Ель-Каддурі - 46
- Олександр Призетко - 46
- Маріс Верпаковскіс - 43
- Юрій Грицина - 43
- Ігор Кутепов - 43
- Горан Сабліч - 39
- Артем Мілевський - 38
- Віталій Пономаренко - 34
- В'ячеслав Кернозенко - 32
- Анатолій Безсмертний - 31
- Аїла Юссуф - 31
- Сергій Серебрянников - 30

Гравці, які провели від 1 до 29 матчів у чемпіонаті:
- Сергій Кормільцев - 28
- Сергій Леженцев - 28
- Руслан Ротань - 28
- Лакі Ідахор - 27
- Георгій Деметрадзе - 26
- Сергій Заєць - 26
- Андрій Ковтун - 26
- Сергій Скаченко - 26
- Олег Венглинський - 25
- Олександр Радченко - 23
- Степан Беца - 22
- Вальдемар Мартінкенас - 22
- Віталій Мінтенко - 22
- Михаїл Джишкаріані - 21
- Юрій Мороз - 21
- В'ячеслав Хруслов - 21
- Ахрік Цвейба - 21
- Павло Яковенко - 21
- Олександр Кирюхін - 20
- Ігор Костюк - 18
- Родріго Балдассо - 18
- Олег Саленко - 16
- Анатолій Дем'яненко - 14
- Андрій Зав'ялов - 14
- Володимир Маковський - 14
- Владислав Прудіус - 14
- Максим Деменко - 13
- Віталій Лисицький - 13
- Раміз Мамедов - 13
- Руслан Бідненко - 12
- Володимир Кузмичов - 11
- Денис Онищенко - 11
- Андрій Алексаненков - 10
- Микола Волосянко - 10
- Володимир Єзерський - 10
- Андрій Єщенко - 10
- Олег Матвєєв - 10
- Геннадій Мороз - 10
- Олександр Яценко - 10
- Олександр Алієв - 9
- Сергій Корніленко - 9
- Ігор Панкратьєв - 9
- Микола Зуєнко - 8
- Ерванд Сукіасян - 8
- Олег Волотек - 7
- Валерій Воробйов - 7
- Роман Максимюк - 7
- Мілош Нінкович - 7
- Олексій Антюхін - 6
- Валерій Єсипов - 6
- Гінтарас Квіткаускас - 6
- Олександр Рибка - 6
- Едгарас Чеснаускіс - 6
- Олександр Косирін - 5
- Леандро Машаду - 5
- Тарас Михалик - 5
- Віталій Самойлов - 5
- Сергій Баланчук - 4
- Крістіан Ірімія - 4
- Отар Марцваладзе - 4
- Алессандро Морі Нуньєс - 4
- Олександр Філімонов - 4
- Володимир Ковалюк - 3
- Віктор Бєлкін - 2
- Ілля Близнюк - 2
- Олег Герасим'юк - 2
- Михайло Маковський - 2
- Періца Огнєнович - 2
- Ігор Скоба - 2
- Сергій Черняк - 2
- Насер Аль-Саухі - 1
- Сергій Даценко - 1
- Денис Дедечко - 1
- Тарас Луценко - 1
- Мар'ян Маркович - 1
- Роберто Нанні - 1
- Матвій Николайчук - 1
- Андрій Оберемко - 1
- Олександр Романчук - 1
- Юрій Целих - 1